# Saint-Martin-de-Londres
Saint-Martin-de-Londres (okzitanisch Sant Martin de Londras) ist ein Ort und eine Gemeinde mit 2.728 Einwohnern (Stand 1. Januar 2022) im südfranzösischen Département Hérault in der Region Okzitanien.

## Lage und Klima

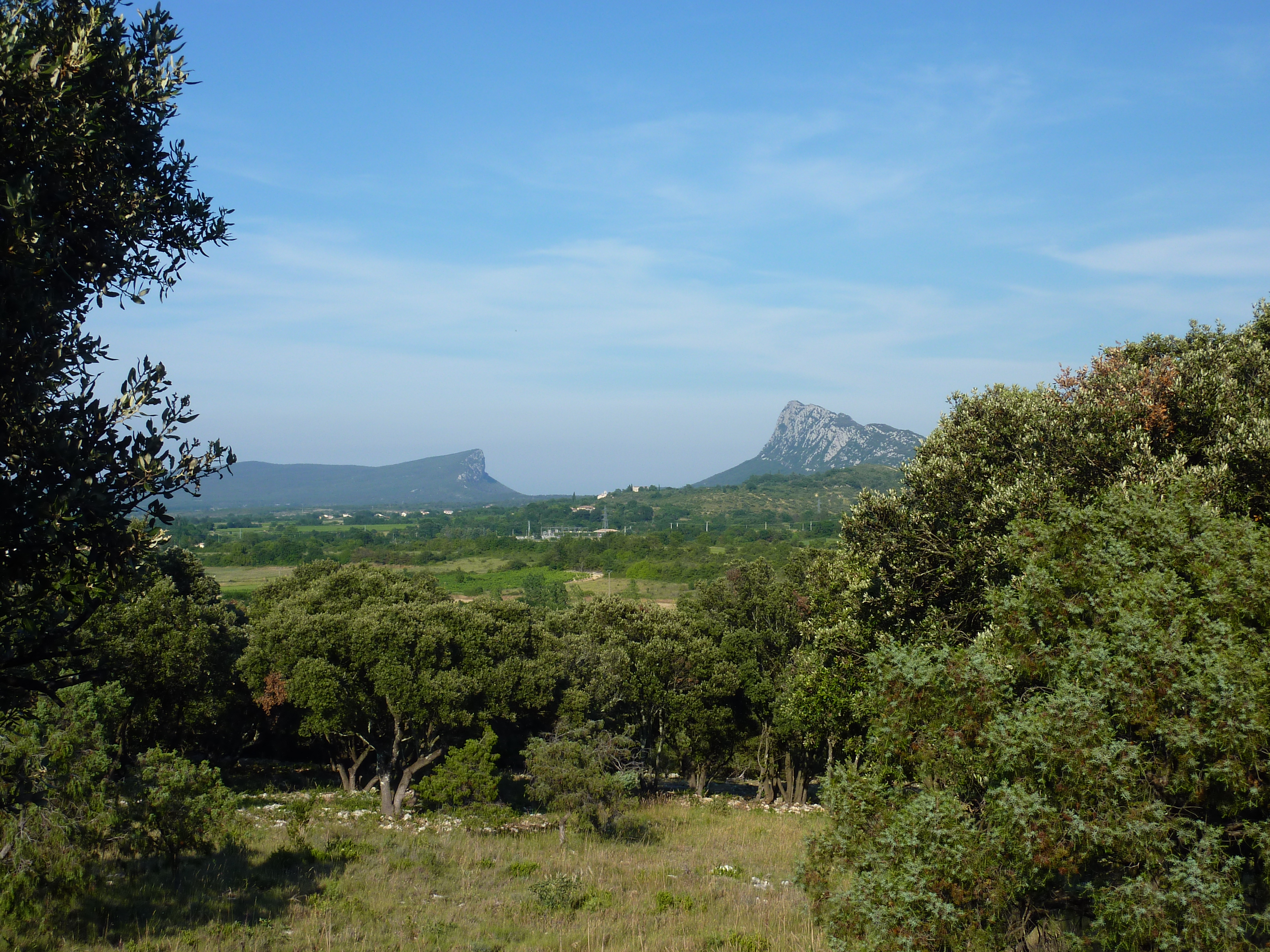
Der Pic Saint-Loup (rechts) und das Felsplateau der Montagne de l’Hortus (links)

Die Gemeinde Saint-Martin-de-Londres liegt in der Plaine des Londres genannten Ebene am Südrand der Ausläufer der Cevennen in einer Höhe von etwa 200 m; sie gehört zur alten Kulturlandschaft des Languedoc. Die Großstadt Montpellier ist etwa 27 km (Fahrtstrecke) in südöstlicher Richtung entfernt; die Stadt Nîmes befindet sich etwa 65 km östlich und das ehemalige Benediktinerkloster von Saint-Guilhem-le-Désert liegt etwa 26 km südwestlich. Die umgebende Landschaft wird dominiert vom 658 m hohen Kalksteinmassiv des Pic Saint-Loup und vom 528 m hohen Felsplateau der Montagne de l’Hortus. Das Klima ist gemäßigt bis warm; Regen (ca. 735 mm/Jahr) fällt mit Ausnahme der Sommermonate übers Jahr verteilt.

## Bevölkerungsentwicklung
| Jahr      | 1800 | 1851 | 1901 | 1954 | 1975 | 1999 | 2017 |
| Einwohner | 657  | 1192 | 866  | 619  | 720  | 1894 | 2755 |

Infolge der Reblauskrise im Weinbau und der zunehmenden Mechanisierung der Landwirtschaft sank die Einwohnerzahl im 20. Jahrhundert kontinuierlich auf die Tiefststände der 1940er bis 1960er Jahre ab. Wegen der Nähe zur Großstadt Montpellier und den auf dem Lande deutlich niedrigeren Immobilienpreisen ist in den letzten Jahrzehnten wieder ein deutlicher Anstieg der Bevölkerungszahlen zu verzeichnen.

## Wirtschaft
Die Einwohner der Gemeinde lebten jahrhundertelang als Selbstversorger (Getreide, Wein, Gemüse, Käse) von der Landwirtschaft; nur die Stadt Montpellier kam wegen ihrer geringen Entfernung als Marktort für Käseprodukte, Pökelfleisch etc. infrage. Der Weinbau ist noch immer von Bedeutung, doch spielt seit den 1960er Jahren der Tourismus eine zunehmend wichtige Rolle im Wirtschaftsleben der Gemeinde.

## Geschichte
In der Montagne de l’Hortus wurden Spuren des Neanderthalers entdeckt und auch andere vorzeitliche Kleinfunde wurden gemacht. Aus der Zeit der Megalithkulturen stammen die Dolmen de la Limite. Funde aus römischer und westgotischer Zeit fehlen. Im Jahr 1088 wurde die bestehende Pfarre dem Benediktiner-Kloster von Saint-Guilhem-le-Désert übereignet, das hier kurz darauf eine Prioratskirche errichtete. Zwischen dem Priorat und der örtlichen Grundherrenfamilie, den Seigneurs de Montarnaud kam es im Verlauf des 12. Jahrhunderts zu Streitigkeiten, die in der Errichtung einer Mauer mündeten, durch die sich das Priorat gegenüber dem Ort abgrenzte; im Jahr 1250 schließlich verkaufte die Grundherrenfamilie ihren Besitzanteil an die Abtei. In der Zeit des Hundertjährigen Krieges (1337–1453) und der Hugenottenkriege (1562–1598) lagen Priorat und Ort – im Gegensatz zum Mutterkloster von Saint-Guilhem – zu weit abseits und blieben somit von Plünderungen und Zerstörungen verschont. Während der Französischen Revolution wurde sämtlicher Kirchenbesitz verstaatlicht; das Priorat wurde aufgelöst, doch die ehemalige Prioratskirche blieb als Pfarrkirche des Ortes erhalten.

Dolmen de la Limite
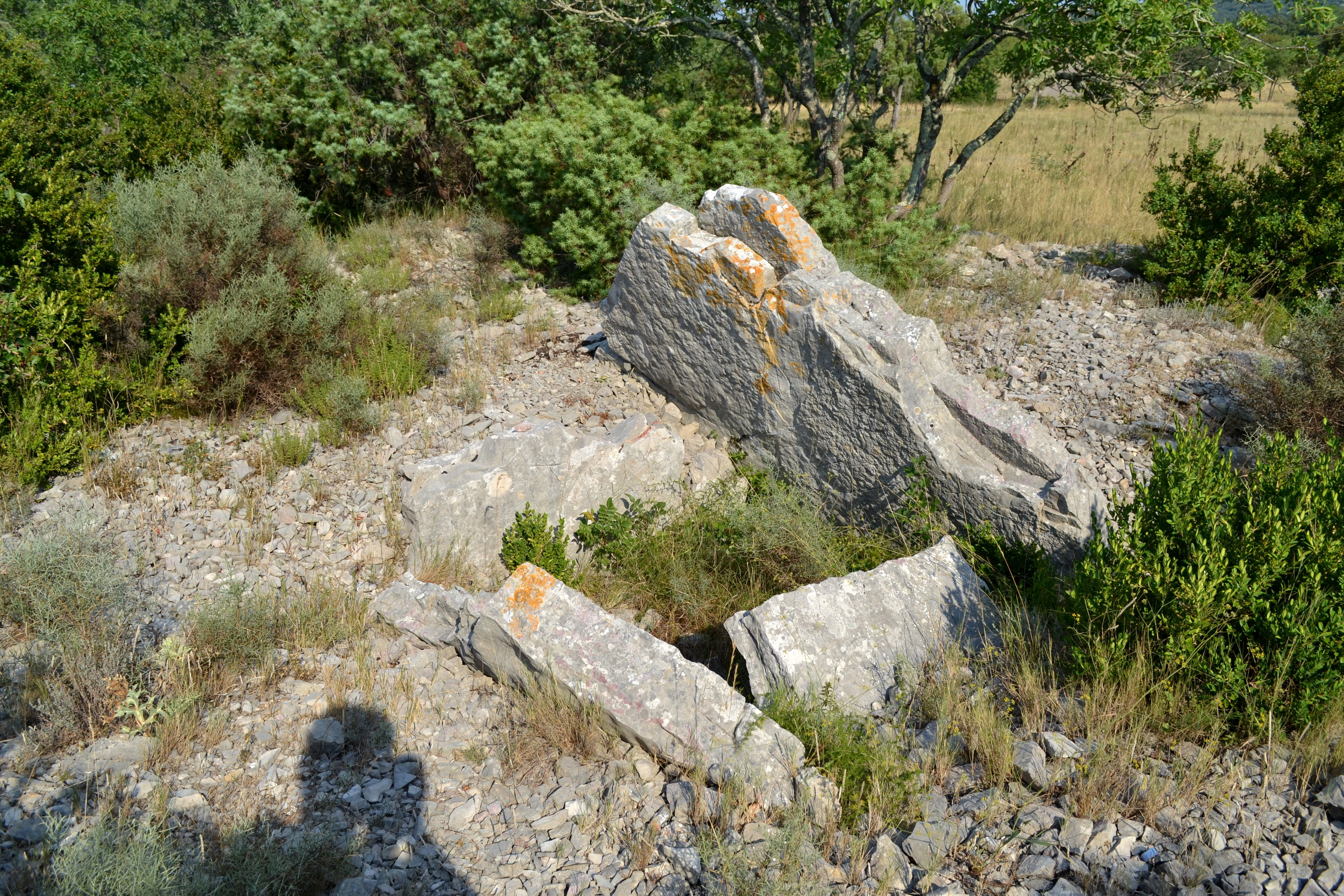
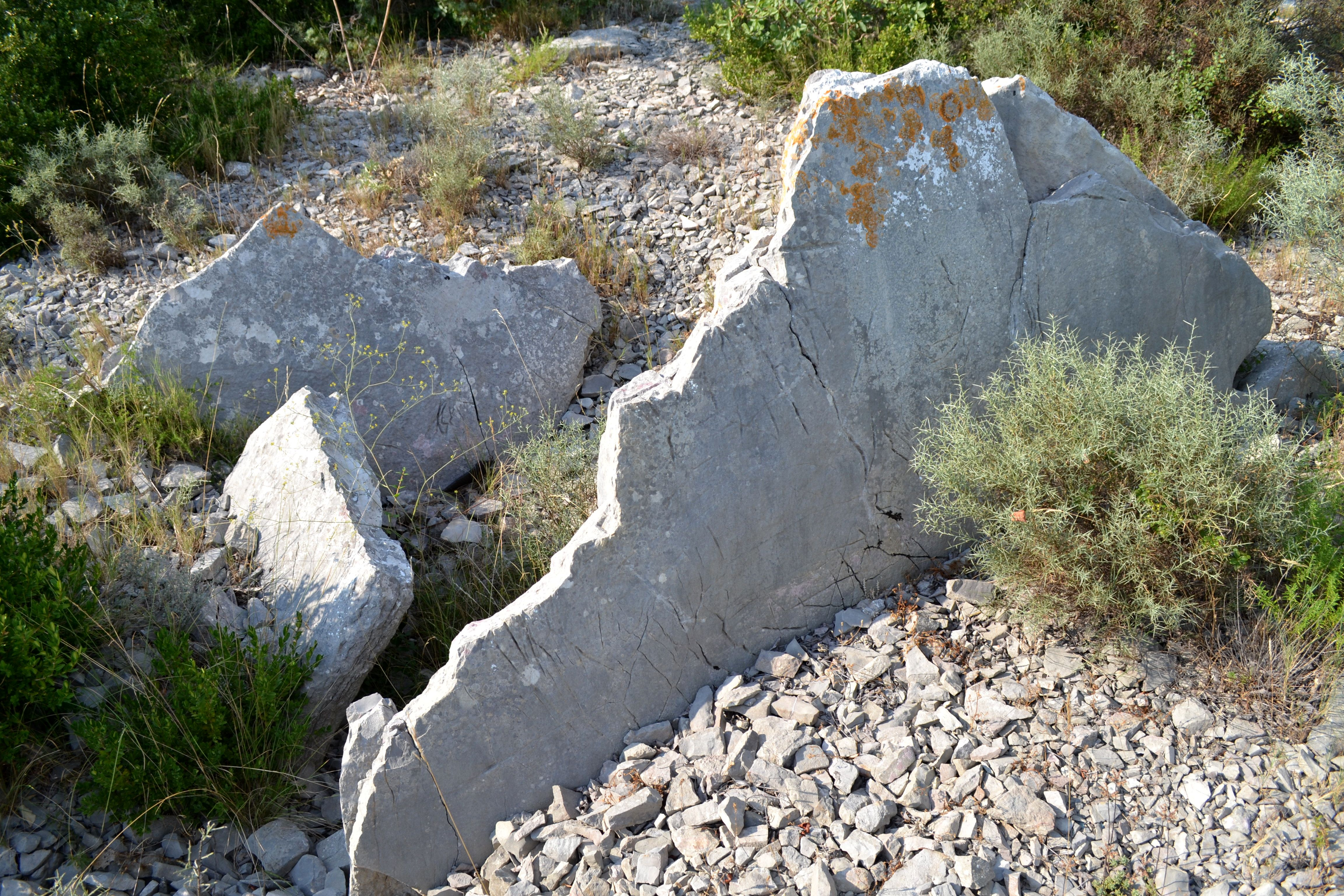
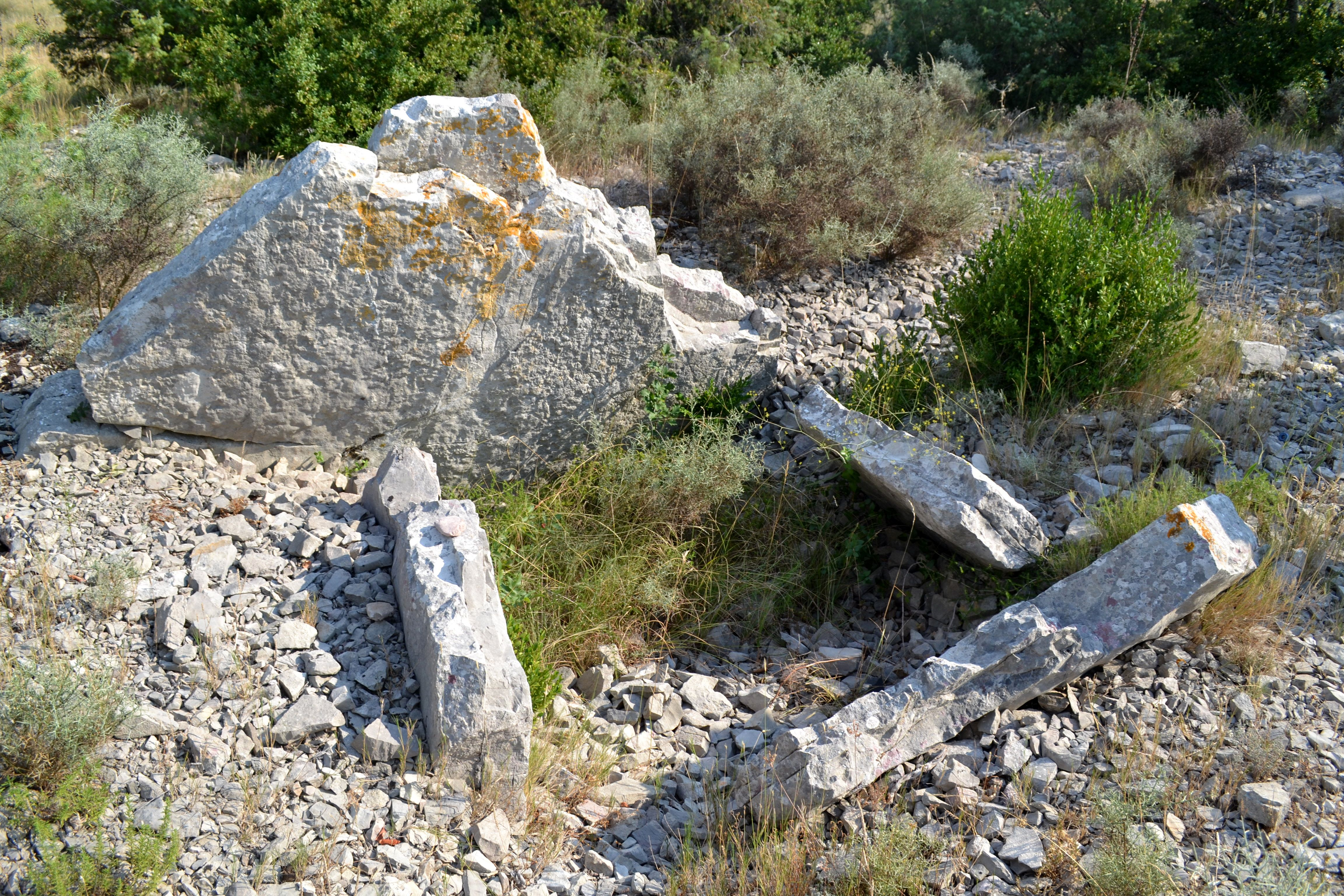
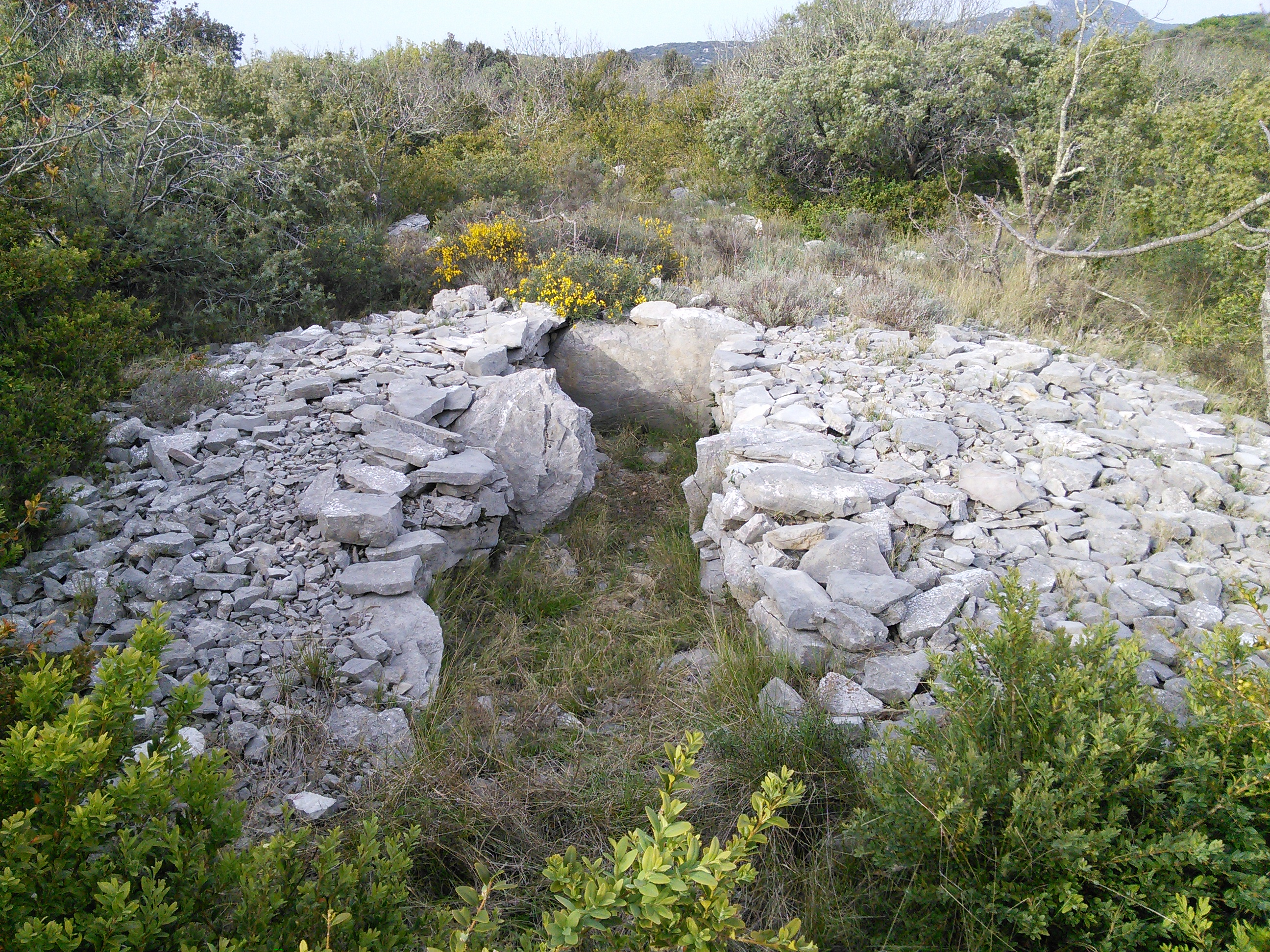

## Sehenswürdigkeiten

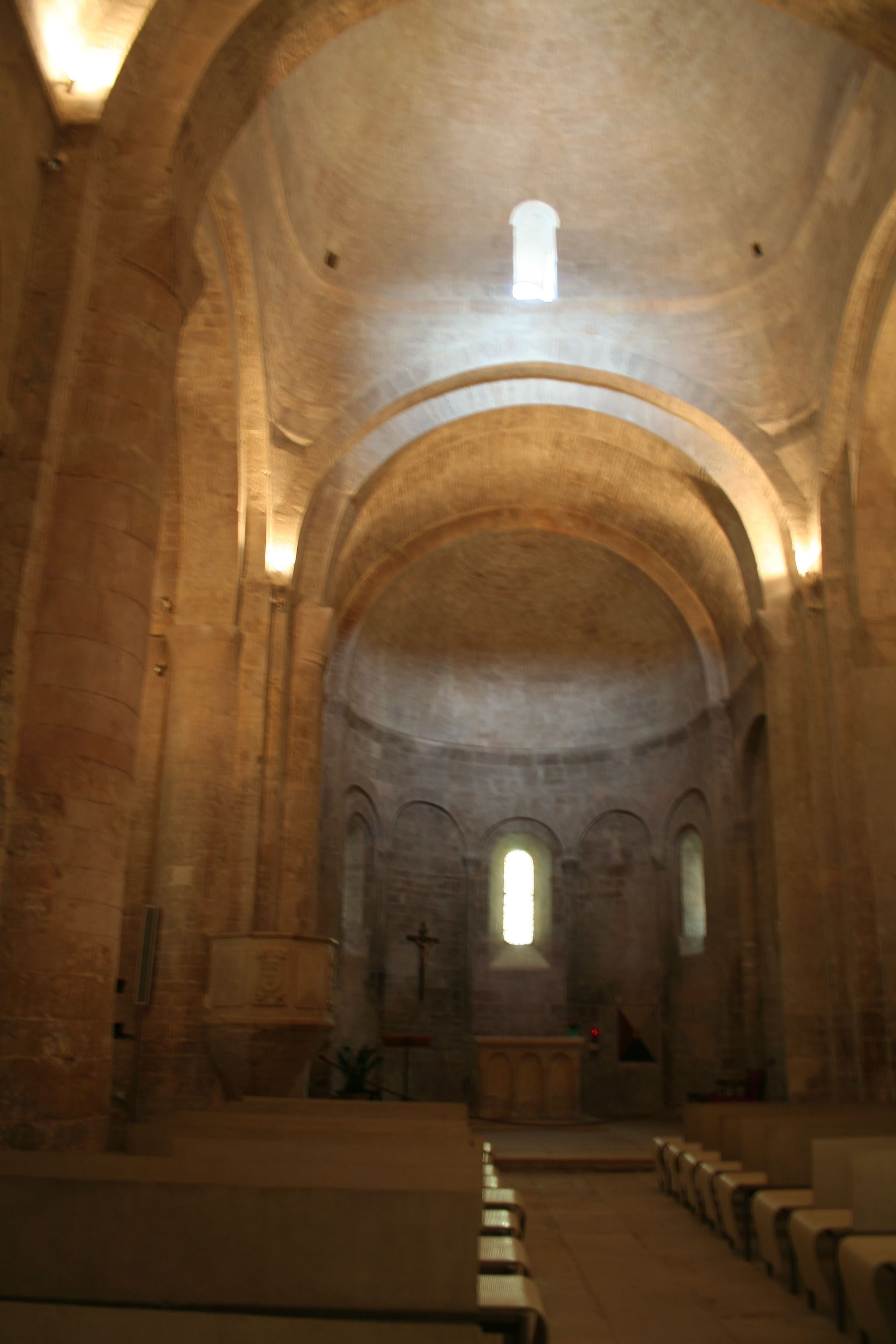
Vierung und Apsis der Kirche

- Die heutige Pfarrkirche (Église Saint-Martin) entstammt – abgesehen von einem nicht belichtenden Laternenaufsatz über der Kuppel und dem westlichen Joch des Langhauses mitsamt der Fassade – der Zeit um 1100. Besonders markant und im Süden Frankreichs nur selten anzutreffen ist die kleeblattförmige Gestaltung der Ostteile (Apsis und Querhausarme) in der Form eines Dreikonchenchors, wobei die Mittelapsis allerdings durch ein Vorchorjoch nach Osten verlängert ist und über Fenster mit eingestellten Säulen und primitiv anmutenden Kapitellen verfügt. Alle drei Apsiden sind gleich hoch und architektonisch in gleicher Weise mit Lisenen, Rundbogenfriesen und Zahnschnittornamenten unterhalb der Dachtraufen gestaltet. Oberhalb der Vierung erhebt sich ein oktogonaler Tambour mit einem Ostfenster. Über dem Türsturz des mehrfach zurückgestuften aber weitgehend schmucklosen Südportals befindet sich eine Reiterfigur des mantelteilenden hl. Martin. Das einschiffige Innere ist tonnengewölbt; die Kapitelle der Wandvorlagen (Halbsäulen) sind dekorlos. Die Vierung ist von einer auf Pendentifs ruhenden Kuppel überspannt und die von teilweise durchfensterten Blendarkaden umstellte Apsis zeigt die übliche halbkugelförmige Kalottenwölbung, die sich auch in den insgesamt etwas einfacher gestalteten Querhausapsiden wiederfindet. Die Kirche wurde im Jahr 1900 als Monument historique[3] anerkannt.
- Vor der Kirche steht ein frühbarockes Kalvarienkreuz aus dem Jahr 1642 mit einem Kruzifixus auf der einen und einer betenden Marienfigur auf der anderen Seite, welches ebenfalls als Monument historique[4] anerkannt ist.

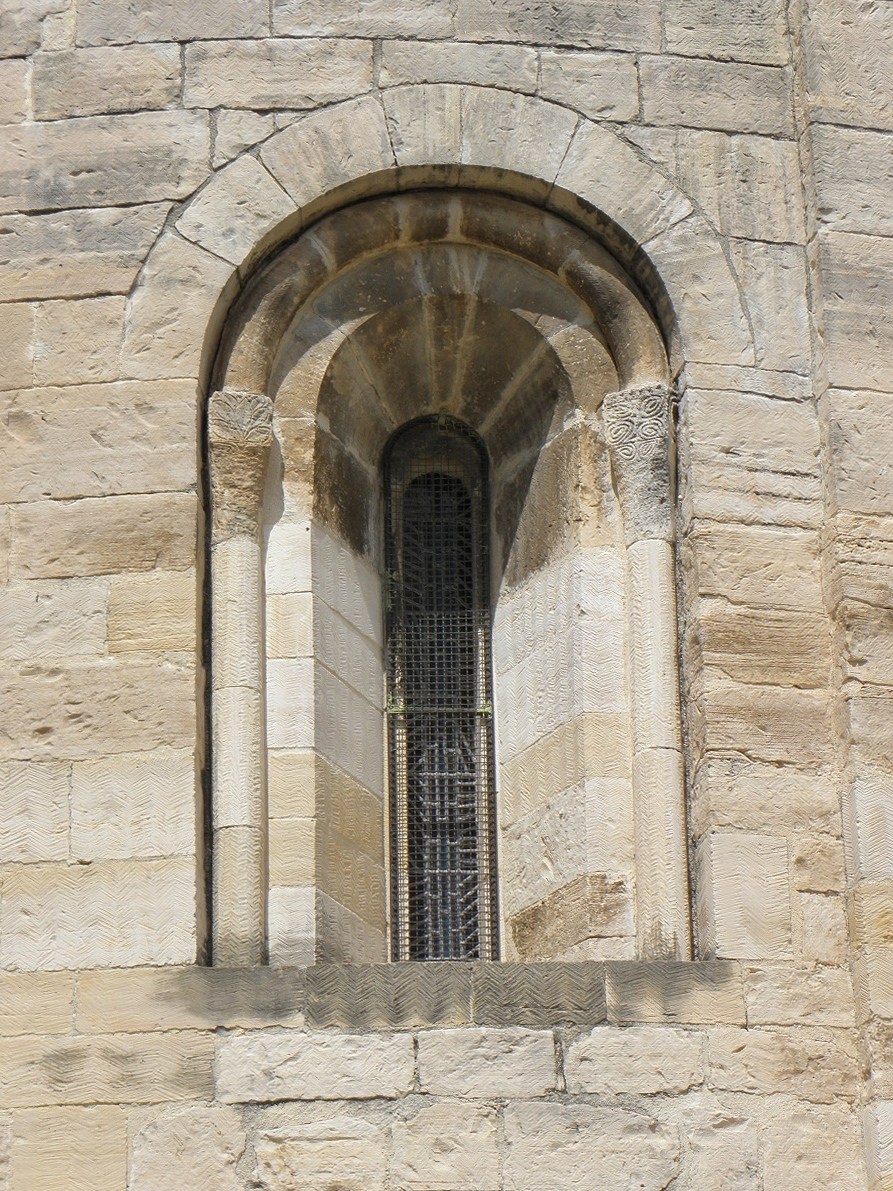
Apsisfenster
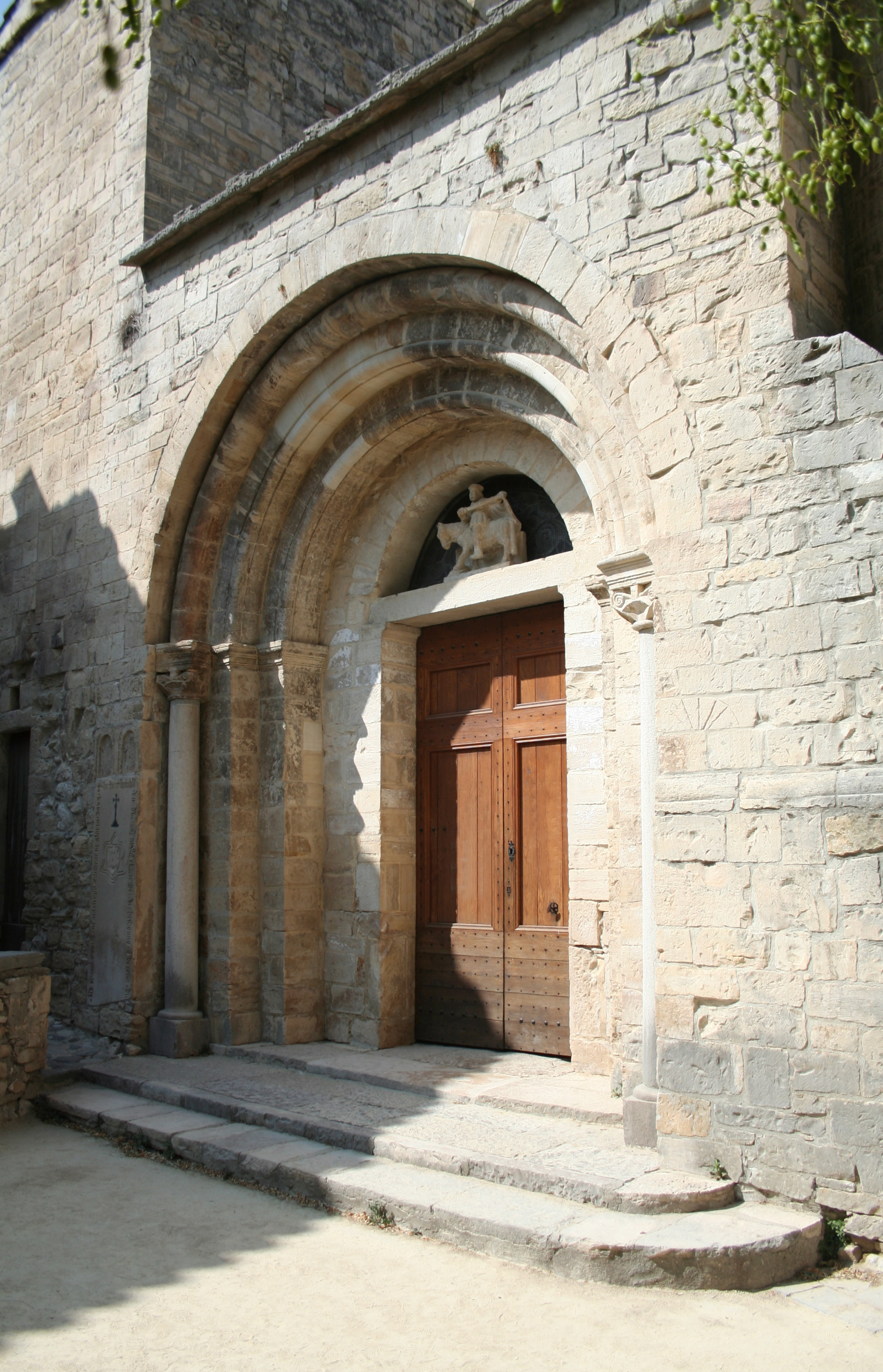
Südportal
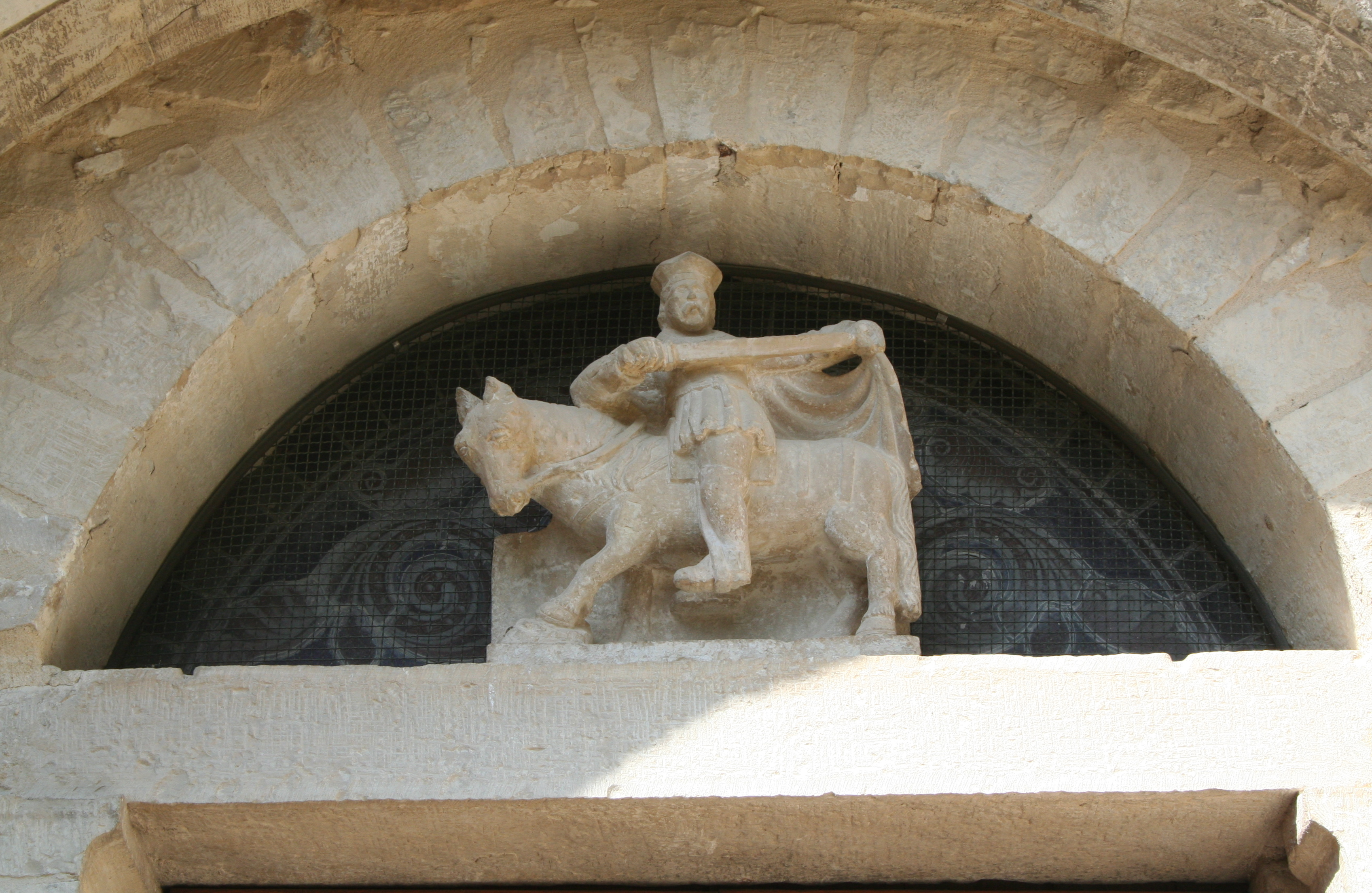
Reiterfigur des hl. Martin
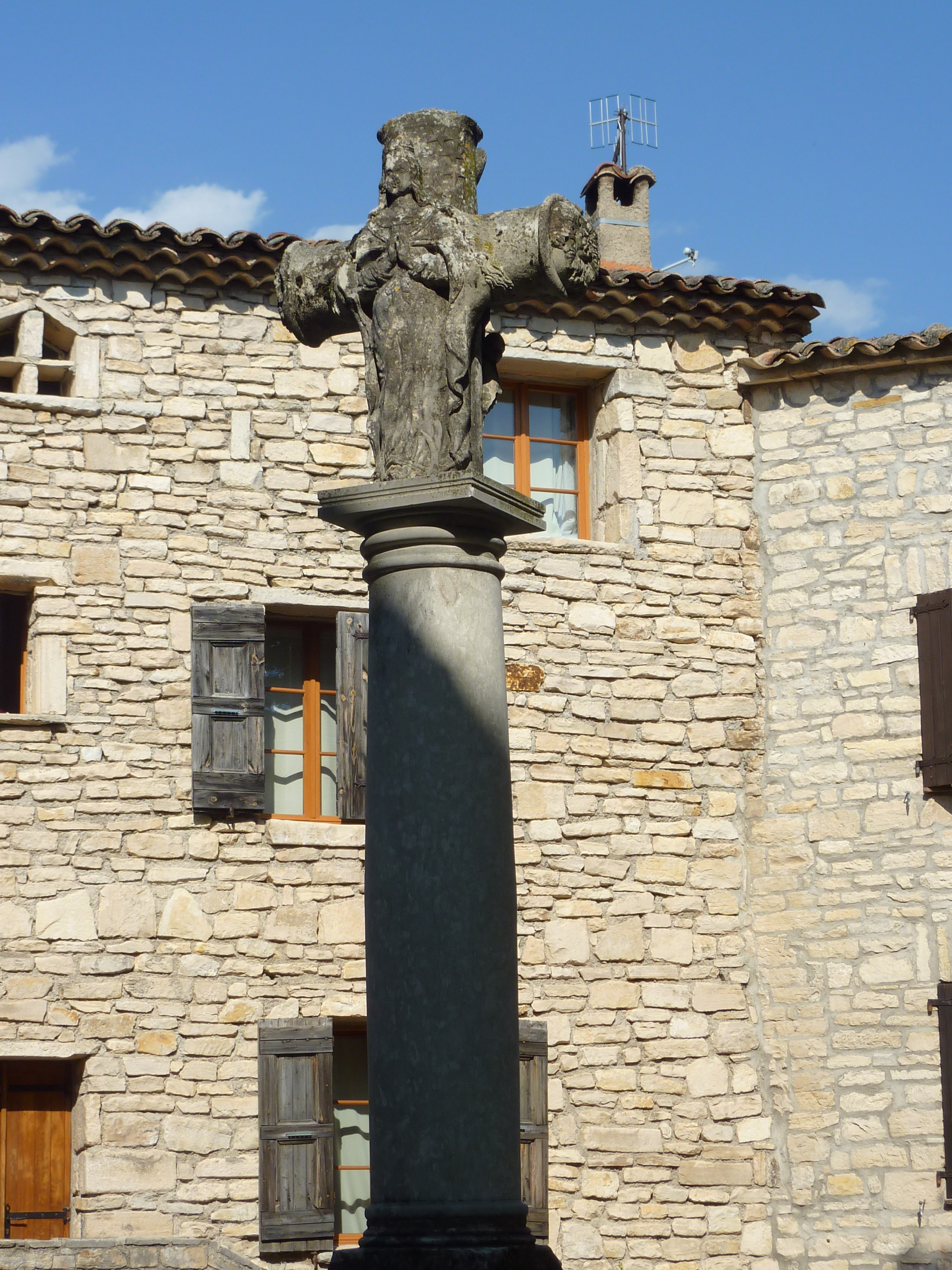
Kalvarienkreuz
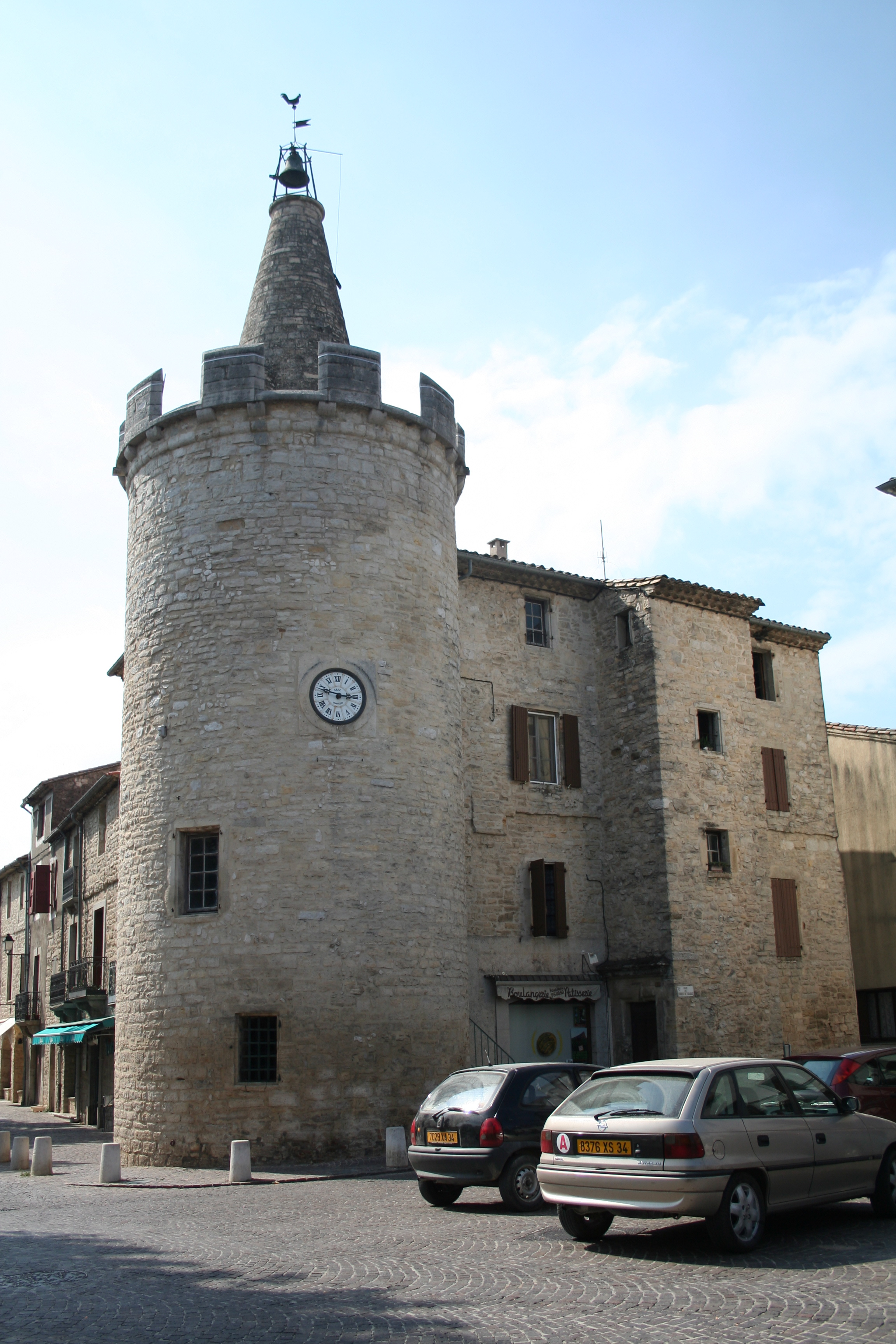
Tour de l’horloge

- Der Tour de l’horloge ist ein Rundturm der mittelalterlichen Ortsbefestigung (remparts), dem später eine Uhr und ein Spitzhelm mit einer Sturmglocke hinzugefügt wurde.
- Mehrere Häuser im alten Ortskern stammen aus dem 17. Jahrhundert und sind aus Bruchsteinen gemauert; der in späterer Zeit aufgebrachte Verputz wurde bei Restaurierungsarbeiten in der zweiten Hälfte des 20. Jahrhunderts wieder entfernt. Eines ist als Monument historique anerkannt.[5]